# Oscar Adler
Oscar Adler (30. srpna 1879, Karlovy Vary – 13. října 1936 tamtéž) byl rakousko-český internista a univerzitní profesor.

## Život

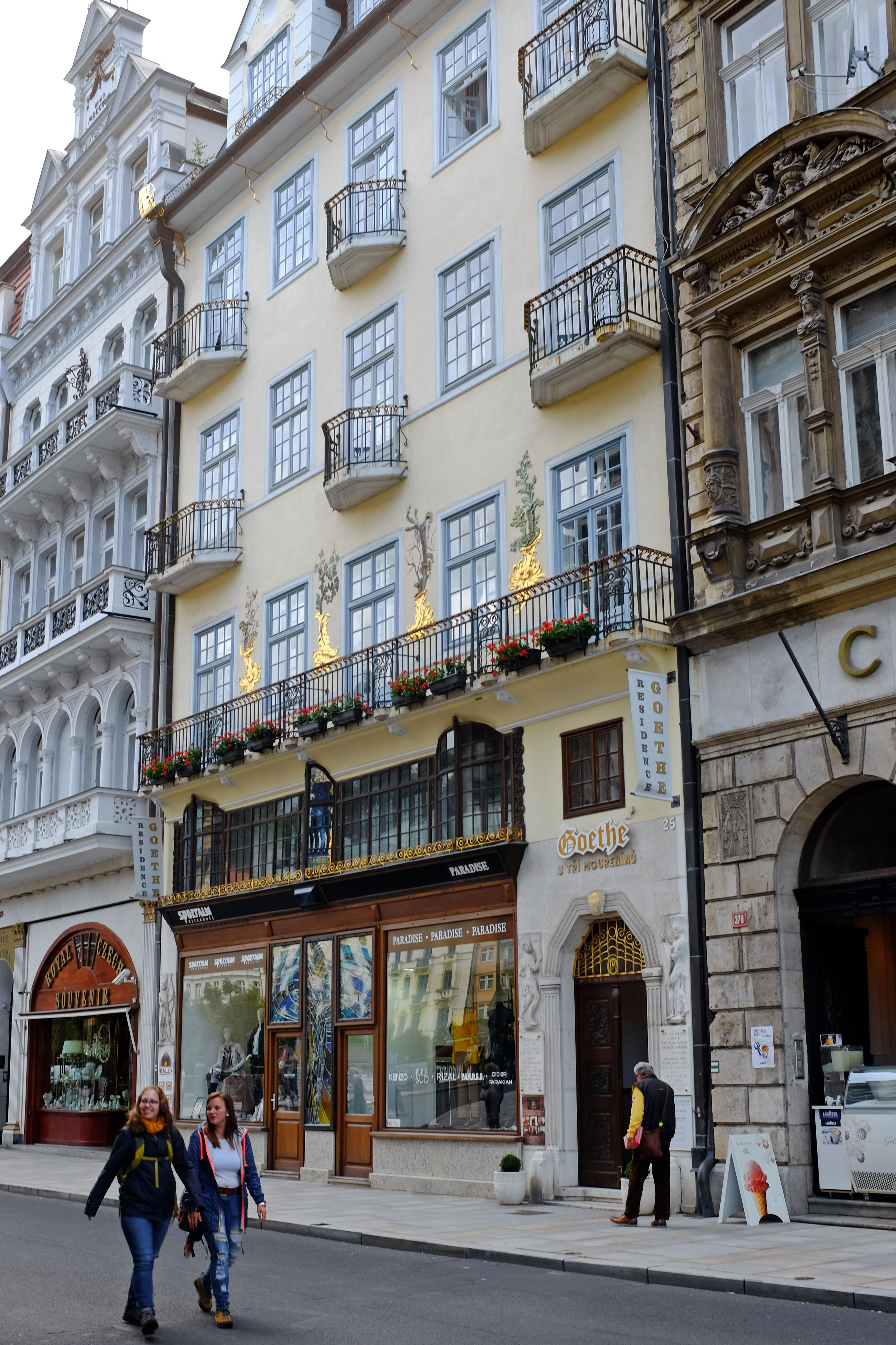
Dům U tří mouřenínů, Tržiště č. 377/25 v Karlových Varech

Narodil se jako nejstarší syn v židovské rodině Wilhelma Adlera a jeho manželky Charlotty, rozené Ledererové. Je strýcem byl básník a překladatel Friedrich Adler.
Po ukončení střední školy v Karlových Varech studoval medicínu na pražské a berlínské univerzitě. V roce 1905 v Praze získal doktorský titul Dr. med. a habilitoval v roce 1913. Ve stejném roce se stal soukromým lektorem interního lékařství na Německé univerzitě v Praze.
Jeho manželka Gertruda (1897–1942), která byla jeho sestřenicí, zahynula během holokaustu v Zamośći.
V letech 1914 až 1918 se účastnil bojů první světové války jako plukovní lékař a vedoucí epidemické nemocnice.
Od roku 1919 pracoval jako internista v Karlových Varech trvale žil v lázeňském domě U tří mouřenínů (Zu den Drei Mohren) na Tržišti č. 377/25 v Karlových Varech a nadále vyučoval na německé univerzitě v Praze.

## Práce (výběr)
- (společně s Rudolfem Adlerem): Über das Verhalten gewisser organischer Verbindungen gegenüber Blut mit besonderer Berücksichtigung des Nachweises von Blut. In: Hoppe-Seyler's Journal for Physiological Chemistry 41, 1–2 (1904), s. 59–67.